# Endless (album)
 (juillet 2018).
Si vous disposez d'ouvrages ou d'articles de référence ou si vous connaissez des sites web de qualité traitant du thème abordé ici, merci de compléter l'article en donnant les références utiles à sa vérifiabilité et en les liant à la section « Notes et références ».
Pour les articles homonymes, voir Endless.
Albums de Frank Ocean
Channel Orange
(2012) Blonde
(2016)
Endless est le premier album visuel de l'auteur-compositeur-interprète américain de avant-pop Frank Ocean, sorti le 19 août 2016 par les labels Fresh Produce et Def Jam. Il est uniquement publié sur la plateforme Apple Music.

## Liste des titres
| 1.    | Device Control (performé par Wolfgang Tillmans)              | Wolfgang Tillmans                                                                       | 0:56 |
| 2.    | (At Your Best) You Are Love                                  | Ernie Isley, Marvin Isley, Chris Jasper, Rudolph Isley, O'Kelly Isley Jr., Ronald Isley | 5:21 |
| 3.    | Alabama                                                      | Frank Ocean                                                                             | 1:25 |
| 4.    | Mine                                                         | Ocean, Alejandra Ghersi                                                                 | 0:32 |
| 5.    | U-N-I-T-Y                                                    | Ocean, Steven Vidal, Adam Feeney                                                        | 2:54 |
| 6.    | Ambience 001: A Certain Way                                  |                                                                                         | 0:11 |
| 7.    | Comme des Garçons                                            | Ocean                                                                                   | 0:59 |
| 8.    | Xenons                                                       | Ocean, Joe Thornalley                                                                   | 0:31 |
| 9.    | Ambience 002: Honey Baby                                     |                                                                                         | 0:09 |
| 10.   | Wither                                                       | Ocean                                                                                   | 2:34 |
| 11.   | Hublots (Inclut un hidden track, Walk Away, écrit par Ocean) | Ocean, Charles Njapa, Garth Porter, Anthony Mitchell, Daryl Braithwaite                 | 1:48 |
| 12.   | In Here Somewhere                                            | Ocean, Troy Noka, Thornalley                                                            | 1:45 |
| 13.   | Slide on Me                                                  | Ocean                                                                                   | 3:07 |
| 14.   | Sideways                                                     | Ocean                                                                                   | 1:54 |
| 15.   | Florida                                                      | Ocean                                                                                   | 1:15 |
| 16.   | Impietas / Deathwish (ASR)                                   | Ocean, Noka, Thornalley                                                                 | 1:56 |
| 17.   | Rushes                                                       | Ocean                                                                                   | 3:26 |
| 18.   | Rushes To                                                    | Ocean, Noka, Thornalley, Michael Uzowuru                                                | 2:12 |
| 19.   | Higgs                                                        | Ocean                                                                                   | 3:39 |
| 20.   | Mitsubishi Sony                                              | Ocean, Thornalley                                                                       | 2:26 |
| 21.   | Device Control (reprise; performé par Tillmans)              | Tillmans                                                                                | 7:04 |
| 45:52 |                                                              |                                                                                         |      |